# 꿈에 안녕하세요 ~Willow Town 이야기~
《꿈에 안녕하세요 ~Willow Town 이야기~》(夢にこんにちは〜ウイロータウン物語〜)는 오쿠이 마사미의 통산 두 번째 싱글 앨범이다.

## 개요
- 오쿠이 마사미 활동 초기 TV에서 했던 애니메이션 주제가이다.
- 본 싱글 앨범에 들어간 곡은 현재 오쿠이 마사미의 정규 앨범에 수록되어 있지 않다.

## 수록곡
1. 꿈에 안녕하세요 ~Willow Town 이야기~ [3:09]
  - 작사: 마츠바 미호, 작곡 · 편곡: 테즈카 오사무
  - TV 애니메이션 《아름다운 Willow Town》 오프닝 주제가
2. 리버풀로 와 [2:31]
  - 작사: 시라미네 미츠코, 작곡 · 편곡: 데즈카 오사무
  - TV 애니메이션 《아름다운 Willow Town》 엔딩 주제가
3. 꿈에 안녕하세요 ~Willow Town 이야기~ (off vocal version)
4. 리버풀로 와 (off vocal version)